# 고바야시 다키지
고바야시 다키지(일본어: 小林 多喜二, 1903년 12월 1일 ~ 1933년 2월 20일)는 일본의 좌파 소설가이다. 일본 프롤레타리아 문학의 대표 작가이다. 대표작으로 《게잡이 공선》이 있다.

## 생애
고바야시 다키지는 일본 프롤레타리아문학의 대표적 작가다. 1903년 10월 아키타현의 가난한 농가에서 태어났다. 1907년 고바야시 일가는 가난을 피해 홋카이도로 이주한다. 그는 노동자 거리의 극히 가난한 환경에서 어린 시절을 보냈지만, 백부의 도움으로 오타루상업학교에 진학한다. 그의 문학적 재능은 이때부터 교우회지를 편집하거나 중앙 잡지에 작품을 투고하거나 하면서 일찍부터 발휘된다. 1921년, 역시 백부의 도움으로 오타루고등상업학교에 입학한다. 이때는 제1차 세계대전과 러시아혁명이라는 세계사적인 변동으로 일본 프롤레타리아문학 운동이 새롭게 대두하기 시작한 때로, ≪씨 뿌리는 사람≫이 창간되고, 일본 프롤레타리아문학 운동의 조직적인 전개가 시작되는 시기였다.
1924년 그는 학교를 졸업하고 홋카이도 다쿠쇼쿠은행 오타루 지점에 취직한다. 그는 초기에는 가난한 사람들에 대한 인도주의적 정의감에 차 있었지만, 점차로 사회적 근원을 추구하면서 비판적 현실주의로 나아가, 하야마 요시키와 고리키 등의 작품을 통해 프롤레타리아문학에 관심을 가지게 된다. 1927년경부터 그는 사회과학을 배우면서 사회의 모순을 알게 되고, 그 후 오타루의 노동운동에 직접 참가하며 프롤레타리아문학 운동에도 적극적인 관계를 가지게 된다.
1928년 3월 15일 일본에서 비합법 공산당을 중심으로 한 노동자 단체가 큰 탄압을 받게 된다. 소위 3·15사건이다. 오타루에서도 2개월에 걸쳐 500명 이상이 검거되어, 다키지 주변의 친구와 동지들이 다수 체포되었다. 그가 일본 프롤레타리아문학의 대표적인 이론가인 구라하라 고레히토의 영향을 받아 완성한 처녀작 ≪1928년 3월 15일≫은 이 사건을 취재한 것으로, 혁명에 참가한 사람들의 모습과 경찰의 참혹한 고문을 폭로한 작품이다. 그는 이 작품에서 노동자의 불굴의 정신력과 이것에 대비되는 천황 지배 권력의 잔학성을 폭로해 일본 프롤레타리아문학에 새로운 전기를 제공했다. 그는 이 작품을 잡지 ≪전기≫(1928)에 게재하며 본격적인 프롤레타리아문학 활동에 들어간다.
다키지는 1929년 북양어업의 실상을 취재해 ≪게잡이 공선≫을 완성한다. ≪게잡이 공선≫은 그의 대표작으로, 일본 프롤레타리아문학뿐만이 아니고 일본 근대문학사에서 획기적인 작품이다. 이 작품을 통해 다키지는 일본 프롤레타리아문학의 대표적인 작가로 인정받는다.

## 저작
| 연도 | 제목             | 원제                 | 비고 |
| ---- | ---------------- | -------------------- | ---- |
| 1928 | 1928년 3월 15일  | 一九二八年三月十五日 |      |
| 1928 | 사람을 죽이는 개 | 人を殺す犬           |      |
| 1928 | 방설림           | 防雪林               |      |
| 1929 | 게잡이 공선      | 蟹工船               |      |
| 1929 | 부재지주         | 不在地主             |      |
| 1930 | 공장세포         | 工場細胞             |      |
| 1930 |                  | 北海道の「俊寛」     |      |
| 1931 |                  | 争われない事実       |      |
| 1931 | 아버지 돌아오다  | 父帰る               |      |
| 1931 | 편지             | テガミ               |      |
| 1931 | 독방             | 独房                 |      |
| 1931 | 상처             | 疵                   |      |
| 1931 | 전형기의 사람들  | 転形期の人々         |      |
| 1932 | 급장의 소원      | 級長の願い           |      |
| 1932 | 누마지리 마을    | 沼尻村               |      |
| 1932 | 당생활자         | 党生活者             |      |
| 1932 | 눈 내리는 밤     | 雪の夜               |      |
| 1933 | 지구의 사람들    | 地区の人々           |      |